# El Hadj Mohamed El Ghaffour
Cheikh El Hadj Mohammed Ghaffour (en arabe : الشيخ الحاج محمد غفور), né le 5 mars 1930 à Nedroma, en Algérie, est un maître de la musique algérienne hawzi et du genre musical arabo-andalou gharnati.

## Biographie
Né le 5 mars 1930 à Nedroma (près de Tlemcen), Mohammed Ghaffour rejoint, après un bref passage à l'école, l'atelier artisanal de son père el hadj Mekki, tisserand. En 1948, son oncle el hadj Meffouk, drabki (percussionniste) remarque son aptitude vocale et l'encourage à s'intégrer à l'un des nombreux groupes musicaux de la ville. Il débuta alors dans celui de Hadj Mohammed Ghenim Nekkache en s'initiant à la derbouka, puis à la mandoline. Quelque temps après, il fut admis au sein de l'orchestre de Cheikh Si Dris Benrahal au sein duquel il demeura jusqu'en 1955 date à laquelle les nedromis cessèrent de célébrer les mariages en grande pompe en raison de leur mobilisation collective dans la lutte contre l'occupation coloniale. Au cours de son apprentissage auprès de ce grand Maître, il s'initia à l'interprétation des chefs-d'œuvre des grands poètes de Nedroma tels que Sidi Mohamed Remaoun et Sidi Kaddour Benachour Ez Zerhouni et de Tlemcen tels que Bensehla, Ben M'Saib, Bentriki et autres.
La personnalité qui a conservé à Nedroma d'après l'indépendance certains aspects les plus représentatifs de sa citadinité est sans conteste Cheikh Ghaffour qui, de chanteur local, a acquis au fil du temps une envergure et une renommée nationales et internationales. C'est ainsi que le Président de la République algérienne [Abdelaziz Bouteflika l'interpelle nommément et publiquement quand il exhorta de Tlemcen les "rossignols" d'Algérie à reprendre leur chant.
El Hadj Mohammed Ghaffour appartient à une famille de vieille souche nédromie, d'origine andalouse. Il fréquente le djama' ou mcid de Sidi Mhammed Zrihni - Lakhdari à l'état civil, situé au quartier Derb El Kherba, non loin de chez lui. La zaouia (confrérie) Azziania, fondée par Sidi M'Hammed Ben Abderrahmane Ben Abi Ziane de Kenadsa près de Béchar a fortement marqué son éducation spirituelle et sociale.
Il va fréquenter sa vie durant les zaouia et s'imprégner de leur enseignement et de leurs pratiques mystiques. Comme tout tisserand, il aimait chanter en lançant prestement la navette et en manœuvrant les pédales de son métier à tisser, pour fabriquer couvertures et hambals en laine, en usage à Nedroma.
Mohammed Ghaffour a fait partie de l'orchestre de Cheikh Si Driss Benrahal comme drabki, parmi d'autres musiciens bien connus comme Cheikh Lakhdar Ez zrihni Lakhdari, Hadj Ahmed H'Souna Ghomari, Miloud Taleb, Si Ali Dinedane et les deux frères Ahmed Charef et Lakhdar Tekkouk .
Après le décès de Si Dris, Mohammed Ghaffour forma son propre orchestre qui prend comme lieu de répétition une petite masria au-dessus du magasin occupé actuellement par Mouffok Selles, mais il n'eut aucune activité jusqu'en 1962.
À l'indépendance de l'Algérie, Cheikh Mohammed Ghaffour, encouragés par ses admirateurs et notamment M'hammed Bouri, reconstitue son orchestre et commence à animer les soirées de mariages en imprimant un cachet nédromi à la musique andalouse par ses noubas plus légères et moins académiques que celles de Tlemcen, ainsi que par ses qacida d'auteurs renommés. Après une la participation au festival de la musique andalouse de 1967 à Alger, Cheikh Mohammed Ghaffour baptise son groupe du nom de El Moutribia El Mouahidia.
Après cette participation fort honorable et sa révélation au public à l'échelle nationale, la carrière de Cheikh Mohammed Ghaffour va prendre sa vitesse de croisière après son remarquable succès au cours du festival de musique populaire en 1969 à Alger dont il obtint le premier prix grâce à sa magistrale interprétation de la sublime qacida de Cheikh Kaddour Benachour Ez Zerhouni, Welfi Meriem, pourtant chantée avant lui par Cheikh Hammada et Cheikh Mhammed El Anka. Il faut ajouter que c'est grâce à l'apport et au talent de l'ensemble des membres de son groupe, notamment Cheikh Abdesselem Khiat avec sa voix sans pareille et sa prodigieuse mémoire des mélodies et des textes, que Cheikh Ghaffour a connu la consécration.
En effet, sans ses merveilleux compagnons, Cheikh Ghaffour ne pouvait atteindre le niveau de succès qu’il a atteint. Ils n’étaient pas nombreux ; ils dépassaient rarement le nombre de sept, mais chacun d’eux était un virtuose dans la maîtrise du chant et de l’instrument dont il jouait. Dieu a voulu que la plupart d’entre eux soient rappelés à Lui. C’est ainsi que Cheikh Abdesselem Khiat, Noureddine hassani, Ahmed Bouanani dit Elhsini, Abderrezak Debbouza, Bouziane Ghomari, Zine Elabidine Khelifa, Benamar Koriche, Boubakkar Yagoubi et Mohammed Kheireddine Midoune ne sont plus de ce monde. Le dernier survivant est Cheikh Bejaï Ghaffour, qui ne fait plus partie du groupe actuel de son frère Cheikh Mohammed, mais il continue à être invité à animer des soirées de mariage à la tête d’un groupe de jeunes.
Si Cheikh Mohammed Ghaffour a réussi à connaître la gloire en tant qu’interprète et chef d’orchestre et à subvenir aux besoins de sa famille, il a échoué dans le rôle qui lui incombait, à la tête de l’Association El Moutribia El Mouwahidia, celui de créer l’école de musique qui n’existe toujours pas à Nédroma. Contrairement aux diverses sociétés musicales de Tlemcen et d’ailleurs qui se sont concrètement investies dans la formation et la révélation de nouveaux talents pour perpétuer la conservation du patrimoine musical national, Cheikh Mohammed Ghaffour n’a impulsé aucune action de formation dans le cadre de son association, au profit des jeunes de Nédroma, en dépit des aides notables qu’il a souvent reçues pour ce faire des entreprises publiques. De plus, il s’est toujours obstiné à refuser les offres des maisons d’édition de l’enregistrer et d’assurer la diffusion de ses succès. Hormis un enregistrement dans un des disques faisant partie de la compilation éditée à la suite du Festival de musique populaire, il ne laissera aucun disque à la postérité si l’on excepte les enregistrements audiovisuels effectués par la Télévision nationale.
À son âge actuel, avec sa mémoire déclinante, et en l’absence de son valeureux groupe d’antan, Cheikh Mohammed Ghaffour n’est plus que l’ombre de lui-même. Il est trop tard pour lui, aussi bien pour produire une compilation valable de ses succès que pour créer un établissement d’enseignement musical à Nédroma. Sa présence actuelle au sein de l’APW n’a en rien servi la culture en général et la musique en particulier, car les autorités locales n’ont rien fait à ce jour pour doter les villes de la Wilaya d’écoles de musique dignes de ce nom.
Faute pour lui de bien couronner sa vie d’artiste en formant des continuateurs, Cheikh Mohammed Ghaffour a choisi d’interrompre sa carrière et de ne rien faire sinon s’immerger dans la pratique des rites mystiques en se réclamant de la voie qui était celle du grand poète Cheikh Kaddour Benachour Ez Zerhouni qu’il reconnaît et vénère comme un grand Saint, à l’instar de ses disciples tlemceniens, . N’est-ce pas lui qui a érigé, à ses frais, le mausolée qui abrite à présent sa tombe au cimetière de Nédroma ?
La modestie de El Hadj Mohammed Ghaffour est exemplaire: "j'ai chanté parce qu'un jour Cheikh Ghenim me l'a imposé ... J'ai continué à le faire parce que cela me plaisait. J'ai persisté parce que cela plaisait aux autres ..."